# Argyrodes antipodianus
Argyrodes antipodianus là một loài nhện trong họ Theridiidae.
Loài này thuộc chi Argyrodes. Argyrodes antipodianus được Octavius Pickard-Cambridge miêu tả năm 1880.